# Aedes lineatopennis
Aedes lineatopennis är en tvåvingeart som först beskrevs av Frank Ludlow 1905.  Aedes lineatopennis ingår i släktet Aedes och familjen stickmyggor. Inga underarter finns listade i Catalogue of Life.